# 그랜드 호텔 (잡지)
그랜드 호텔(Grand Hotel)은 1946년부터 발행된 이탈리아 주간 여성 잡지이다. 이 잡지는 이탈리아 밀라노에 본사를 두고 있다.